# Gudme (plaats)
Gudme is een plaats in de Deense regio Zuid-Denemarken, gemeente Svendborg. De plaats telt 944 inwoners (2008).

## Voormalige gemeente
De oppervlakte bedroeg 120 km². De gemeente telde 6407 inwoners (2005). Sinds 1 januari 2007 hoort de plaats bij gemeente Svendborg.
- Library of Congress Control Number: n88065829
- Nationale Bibliotheek van Israël: 987007560264305171
- Système universitaire de documentation: 144080990
- Virtual International Authority File: 149027226